# Laelia rubida
Laelia rubida är en fjärilsart som beskrevs av Walker 1864. Laelia rubida ingår i släktet Laelia och familjen tofsspinnare. Inga underarter finns listade i Catalogue of Life.